# Pece (Budinščina)
 Pece  falu Horvátországban Krapina-Zagorje megyében. Közigazgatásilag Budinščinához tartozik.

## Fekvése
Krapinától 29 km-re keletre, községközpontjától 5 km-re északkeletre a Horvát Zagorje területén fekszik.

## Története
A településnek 1857-ben 217, 1910-ben 511 lakosa volt. Trianonig Varasd vármegye Zlatari járásához tartozott.
2001-ben 317 lakosa volt.

## Külső hivatkozások
- Budinščina község hivatalos oldala
- A zajezdai Nagyboldogasszony plébánia honlapja[halott link]